# Avenida 4 de Fevereiro

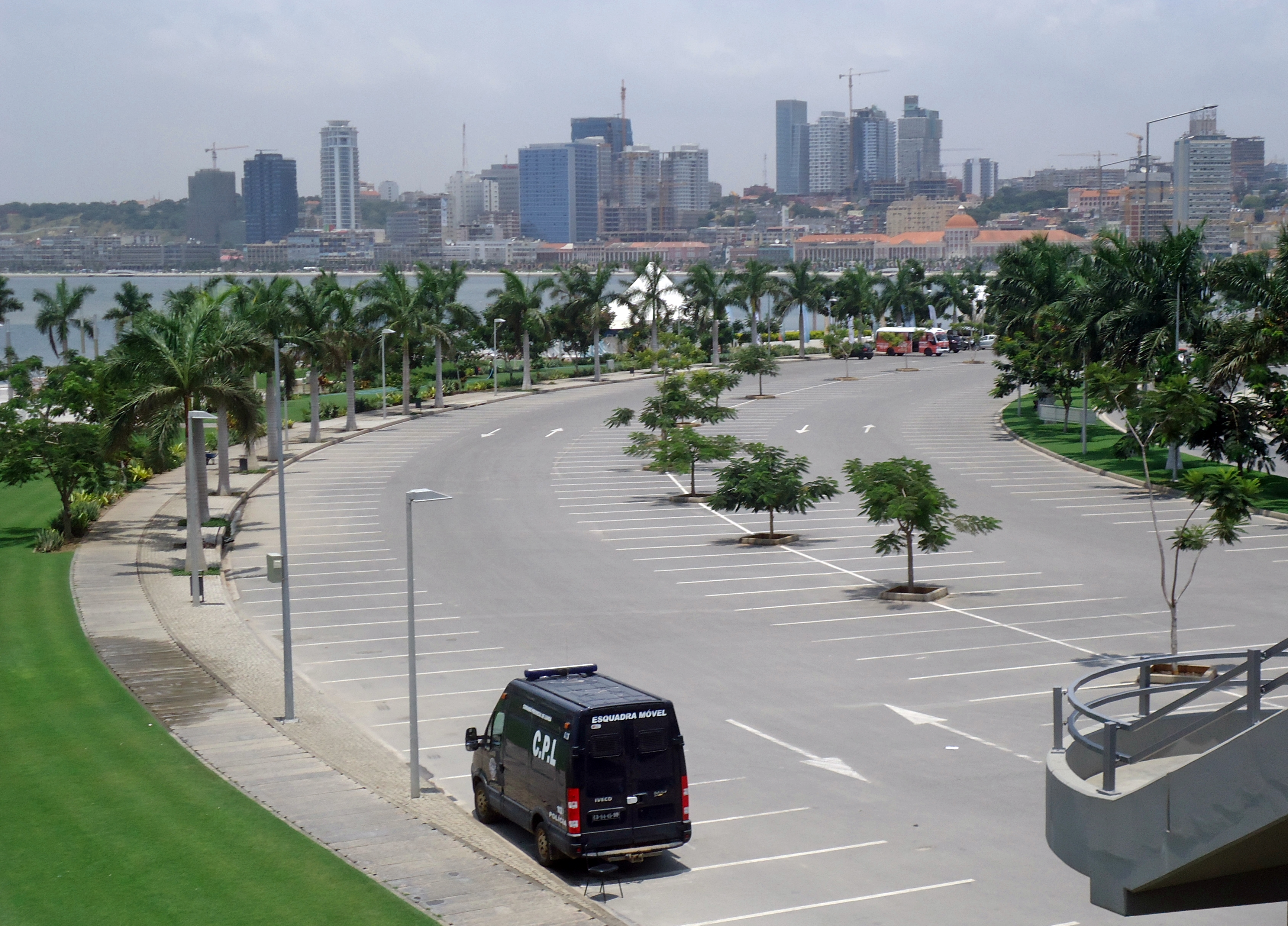
Avenida 4 de Fevereiro.

La Avenida 4 de Fevereiro es una importante arteria de la ciudad de Luanda, Angola. Pasando a lo largo de la costa de la Bahía de Luanda, en la época colonial era conocida como la Avenida de Paulo Dias de Novais, en honor al fundador de la ciudad, en 1576. Es una de las más prestigiosas avenidas de la ciudad, y contiene los edificios de los distintos ministerios, servicios, hoteles y la sede de las principales empresas y multinacionales en el país, así como la Universidad Agostinho Neto y el Banco Nacional de Angola.